# 第39回日本ラグビーフットボール選手権大会
第39回日本ラグビーフットボール選手権大会は、2002年1月20日から2002年2月3日まで秩父宮ラグビー場及び近鉄花園ラグビー場で行われた日本ラグビーフットボール選手権大会である。

## 概要
今大会は大学枠が大学選手権2位チームまで出場した。また今大会は27年ぶりに国立霞ヶ丘競技場陸上競技場での開催がなかった。

## 出場チーム
6チーム
社会人
- サントリー(第54回全国社会人大会優勝チーム・2年連続5回目)
- 神戸製鋼(第54回全国社会人大会準優勝チーム・4年連続11回目)
- トヨタ自動車(第54回全国社会人大会ベスト4チーム・5年連続9回目)
- クボタ(第54回全国社会人大会ベスト4チーム・初出場)

※サントリー・神戸製鋼は1回戦シード。
大学
- 関東学院大学(第38回大学選手権優勝校・5年連続5回目)
- 早稲田大学(第38回大学選手権準優勝校・3年ぶり11回目)

## 試合結果

### 1回戦
1月20日(日)
秩父宮ラグビー場　
- トヨタ自動車 77-12 早稲田大学

近鉄花園ラグビー場　
- 関東学院大学 35-85 クボタ

### 2回戦
1月27日(日)
秩父宮ラグビー場
- サントリー 22-19 トヨタ自動車

近鉄花園ラグビー場
- クボタ 10-38 神戸製鋼

### 決勝
| 2月3日 14:00 | サントリー                                                        | 28 - 17 | 神戸製鋼                                      | 秩父宮ラグビー場 レフリー: 岩下真一 |
| 2月3日 14:00 | トライ: 山口大輔 田中澄憲 栗原徹 伊藤宏明 コンバート: 栗原徹(4/4) | Report  | トライ: 大畑大介(3) コンバート: 平尾剛史(1/3) | 秩父宮ラグビー場 レフリー: 岩下真一 |

| FB       | 15 | 小野澤宏時                 |
| RW       | 14 | 吉田尚史                   |
| OC       | 13 | 山口大輔                   |
| IC       | 12 | アルフレッド・ウルイナヤウ |
| LW       | 11 | 栗原徹                     |
| FH       | 10 | 伊藤宏明                   |
| SH       | 9  | 田中澄憲                   |
| N8       | 8  | 斉藤祐也                   |
| OF       | 7  | 阮申琦                     |
| BF       | 6  | 大久保直弥 ()              |
| RL       | 5  | ジェミー・ワシントン       |
| LL       | 4  | 早野貴大                   |
| TP       | 3  | 元吉和中                   |
| HK       | 2  | 坂田正彰                   |
| LP       | 1  | 長谷川慎                   |
| Coach:   |    |                            |
| 土田雅人 |    |                            |

| FB       | 15 | 八ッ橋修身           |
| RW       | 14 | 平尾剛史             |
| OC       | 13 | 大畑大介             |
| IC       | 12 | 元木由記雄           |
| LW       | 11 | 増保輝則 ()          |
| FH       | 10 | アンドリュー・ミラー |
| SH       | 9  | 苑田右二             |
| N8       | 8  | 伊藤剛臣             |
| OF       | 7  | 冨岡洋               |
| BF       | 6  | 小村淳               |
| RL       | 5  | ブレア・ラーセン     |
| LL       | 4  | 小泉和也             |
| TP       | 3  | 清水秀司             |
| HK       | 2  | 弘津英司             |
| LP       | 1  | 中道紀和             |
| Coach:   |    |                      |
| 萩本光威 |    |                      |

| 日本ラグビーフットボール選手権大会 第39回大会 優勝 |
| -------------------------------------------------- |
| サントリー 2年連続3回目                            |